# Vigselordning
Vigselordning är de ord som proklameras av en vigselförrättare vid en vigsel för att formellt viga två personer till äktenskap. 
I Sverige finns olika vigselordningar, såsom den borgerliga, humanistiska, muslimska och Svenska kyrkans. Vigselordningarna är således uttryck för olika livsåskådningar. Gemensamt för samtliga vigselordningar är att vigselförrättaren måste fråga brudparet om de önskar ingå äktenskap med varandra, att brudparet svarar på frågorna och att vigselförrättaren sedan förklarar dem för gifta inför de närvarande vittnena.

## Exempel på vigselordning
Exempel ur den humanistiska vigselordningen
"Äktenskapet är ett uttryck för självständiga människors frivilliga gemenskap.
Självständigheten och gemenskapen är äktenskapets grundpelare.
Ni vill ingå äktenskap med varandra. Äktenskapet bygger på kärlek och tillit.
Genom att ingå äktenskap lovar ni att respektera och stötta varandra.
Som makar är ni två självständiga individer som kan hämta styrka ur er gemenskap.
(Frågorna ställs och de eventuella ritualerna genomförs)
Jag förklarar er nu för gifta.
När ni nu går ut i livet och åter till vardagen så minns
den vilja till gemenskap, den kärlek till varandra och den aktning för varandra
som ni känt i denna stund och som lett er hit. Lev väl, behandla varandra väl
och bygg en jämlik och kärleksfull gemenskap tillsammans.
Låt mig önska er lycka och välgång i ert äktenskap."